# Linneus (Missouri)
Linneus è un comune degli Stati Uniti d'America, situato nello Stato del Missouri, nella contea di Linn, della quale è il capoluogo.